# Григорьевское (деревня, Заволжское сельское поселение)
Григорьевское — деревня в Ярославском районе Ярославской области России. 
В рамках организации местного самоуправления входит в Заволжское сельское поселение; в рамках административно-территориального устройства включается в Левцовский сельский округ в качестве его центра. Ранее входила в состава Левцовского сельсовета.

## География
Расположена на автодороге Ярославль — Любим.

## История
Согласно Спискам населенных мест Ярославской губернии по сведениям 1859 года казённая деревня Григорьевское, расположенное на просёлочном торговом тракте из Ярославля в село Путятино, относилось к 1 стану Ярославского уезда Ярославской губернии. В ней числилось 26 дворов, проживало 77 мужчин и 83 женщины.
В 2001 году административный центр Левцовского сельсовета был перенесён из деревни Левцово в деревню Григорьевское.

## Население
| 2007 | 2010 |
| ---- | ---- |
| 680  | ↘670 |

По состоянию на 1989 год в деревне проживало 438 человека.

## Инфраструктура
ФАП (филиал Ярославской центральной районной больницы).

## Достопримечательности
- Обелиск павшим на фронтах Великой Отечественной войны 1941-1945 гг[10].